# Bernhard Steiner (Geschäftsmann)
Bernhard Steiner (* 1787 in Suhr, Kanton Aargau; † 3. März 1821 in Kaskaskia, Illinois) war ein Schweizer Geschäftsmann.

## Leben und Werk
Steiner erlernte das Schreinerhandwerk und handelte anschliessend in Neuenburg mit Uhren und Spieldosen, was ihm ein kleines Vermögen einbrachte. Steiner plante, mit seiner Verlobten nach den Vereinigten Staaten auszuwandern. In der Folge arbeitete er von 1808 bis 1810 als Schreiner in Antwerpen, wo er eine günstige Schiffverbindung abwartete. Steiner verpasste jedoch das Schiff, worauf sich seine Braut mit ihrer Familie befand. Um trotzdem nach Amerika zu gelangen, musste Steiner gegen den Erlass der Reisekosten bei seiner Ankunft in Philadelphia drei Jahre in der amerikanischen Armee dienen.
Anschliessend durchquerte er, immer in der vergeblichen Hoffnung, seine Verlobte wiederzufinden, als Hausierer die Ost- und Mittelstaaten. Steiner wurde mit Importgeschäften aus Europa bald ein erfolgreicher Geschäftsmann und kehrte 1814, wahrscheinlich schon zum zweiten oder dritten Mal, in die Schweiz zurück, wo er hauptsächlich Uhren in Le Locle kaufte, um diese in Amerika weiterzuverkaufen.
Wegen des Britisch-Amerikanischen Krieges musste Steiner in Amsterdam bis April 1815 für die Weiterfahrt nach Amerika warten und erreichte am 4. Juni 1815 New York City. Im gleichen Jahr erwarb er in Illinois im südlich gelegenen St. Clair County im Gebiet von «Dutch Hill» vier fruchtbare Landstreifen. Schon im Oktober des gleichen Jahres hielt sich Steiner wieder in der Schweiz auf und wollte seine sechs Schwestern dazu veranlassen, sich mit ihren Familien auf seinem neu erworbenen Land anzusiedeln.
Ende 1816 kehrte Steiner zum letzten Mal in die Schweiz zurück, um die drei in Schafisheim verheirateten Schwestern mit ihren Ehemännern Rudolf Wildi, Jakob Herdi und Rudolf Baumann zusammen mit den zahlreichen Kindern sowie einige befreundete Einzelpersonen abzuholen. Drei weitere Schwestern blieben mit ihren Familien Hauri, Stirnemann und Rüetschi zurück.
Im Zuge der grossen Auswanderungswelle von 1817 verliess die Gruppe, nachdem sie unter der umsichtigen Leitung Steiners der Typhuskatastrophe von Wieringen und Muiden, die über 500 Auswanderern das Leben kostete, entgangen war, auf den Schiffen «Bubona» am 27. September und «Avril» am 12. Oktober Amsterdam.
Während Steiners Verwandte sich in Dutch Hill niederliessen und sein Schwager Jakob Herdi zum erfolgreichsten Farmer und Viehzüchter der Gegend wurde, widmete er sich weiterhin seinen Handelsgeschäften und eröffnete 1820 einen Zweitladen in Kaskaskia am Kaskaskia River. Hier traf er Vorbereitungen, um mit seinem Neffen und Lehrer aus Schafisheim Peter Baumann (* 25. Dezember 1795) eine Uhrenmanufaktur einzurichten und mittels eines Bootsdienstes auf dem Kaskaskia einen Salz- und Manufakturhandel aufzuziehen, auch mit der Absicht, im Laufe der Zeit eine eigene Handelsstadt zu gründen. Sein Vorhaben konnte Steiner nicht mehr verwirklichen, da er erst 34-jährig von Strassenräubern ermordet wurde. Sein beträchtliches Vermögen ging am 30. April 1816 zu gleichen Teilen an seine sechs Schwestern. Als Treuhänder wurde unter anderen ein aus Schafisheim stammender John Sutter in New York bestimmt.
Steiners Neffe Peter Baumann traf mit seiner Frau und der gemeinsamen Tochter erst 1822 in Dutch Hill ein. Hier liess er sich auf dem seiner Mutter zugefallenen 444 Jucharten umfassenden Landstreifen nieder und gab diesem den Namen Lenzburg. Baumann errichtete 1825 eine Schule sowie eine Pferdemühle. Er war Berater und Schreiber der Siedler des ganzen Distrikts sowie ab 1840 der erste Postmeister. Seine drei Söhne waren die ersten in Illinois geborenen Schweizer. 1862 wurde das heutige Lenzburg in Illinois von F. A. Schneider südlich von New Athens Township in der Nähe des Wohnplatzes von Bernhard Schneider angelegt (Old Lenzburg), während ein Peter Dreher 1876 an der Illinois-Zentraleisenbahnlinie New Lenzburg gründete, das Sitz bedeutender Kohlenminen wurde.